# 劉易斯縣 (華盛頓州)
刘易斯县（英語：Lewis County）位于美国华盛顿州的郡份，面積6,310平方公里。根据2020年美國人口普查结果显示，该县人口为82,149人。该县的县治为奇黑利斯。刘易斯县囊括了森特勒利亚小城市統計區，该统计区被包含在西雅圖-塔科馬聯合統計區之中。該縣成立於1845年12月19日，縣名紀念軍人、探險家梅里韦瑟·刘易斯。